# KESTCAP
KESTCAP(Korea-EU Science and Technology Cooperation Advancement Programme)은 약자이며, 한글로는 "한-EU 과학기술기반증진프로그램"을 뜻한다.
본 프로그램은 유럽집행위원회(European Commission)와 한국 교육과학기술부(MEST)의 후원을 받아, 2008년부터 한국연구재단에서 주관 수행하고 있으며, 유럽 현지에서 다양한 활동을 벌이고 있는 KIST-유럽연구소가 함께 참여하고 있다.

## 추진 배경 및 목적
2008년 7월부터 시작된 본 프로그램은 오는 2011년 7월 14일까지 총 36개월간 추진될 예정이다. KESTCAP은 다음과 같은 목적으로 추진되고 있다.
1. EU FP7 홍보를 통한 국내 연구자의 관심을 제고함으로써 FP7에 참여를 활성화
2. 미국과 일본 등 소수 국가에 치우쳐 있는 한국의 국제협력 대상국을 유럽 여러 나라로 넓힘(협력 대상국 확대 및 다변화)
3. 다양한 협력기회 창출 및 우리 나라의 국제적 위상을 높임(국가 위상 제고)
4. 우수한 연구 성과 및 경제적 이익 창출

## 추진 실적
본 프로그램은 FP를 한국에 소개하여, 한국의 우수한 연구자들의 참여를 독려하고자 한다. 이를 위해, 2008년부터 5회에 걸쳐 전국 대도시를 순회하여 설명회를 개최했다.
또한, 2009년 5월에는 독일 베를린에서 한국의 과학기술과 우수연구기관을 소개하는 포럼을 개최하기도 했다. 다양한 정보의 신속한 전달 및 공유를 위해 관련 홈페이지를 확대 개편하여 운영하고 있다.

## 참고 자료
- 디지털 타임스
- 메디컬 투데이
- ETnews[깨진 링크(과거 내용 찾기)]